# Legalize It EP
 (février 2024).
Si vous disposez d'ouvrages ou d'articles de référence ou si vous connaissez des sites web de qualité traitant du thème abordé ici, merci de compléter l'article en donnant les références utiles à sa vérifiabilité et en les liant à la section « Notes et références ».
Albums de Kottonmouth Kings
Long Live the Kings
(2010) Sunrise Sessions
(2011)
Legalize It EP est le cinquième EP des Kottonmouth Kings, sorti le 19 avril 2011.

## Liste des titres
| No | Titre        | Durée |
| -- | ------------ | ----- |
| 1. | Stonetown    | 4:45  |
| 2. | My Garden    | 5:03  |
| 3. | Rise Above   | 4:11  |
| 4. | Soon Come    | 5:04  |
| 5. | Ganja Daze   | 4:58  |
| 6. | Defy Gravity | 4:55  |